# Reid Duke
Reid Duke (né le 28 janvier 1996, à Calgary, en Alberta, au Canada) est un joueur professionnel canadien de hockey sur glace.

## Biographie

### Carrière
Reid Duke a commencé sa carrière de hockey junior avec les Hurricanes de Lethbridge après avoir été le 5e choix au total dans la première ronde du repêchage bantam de la Ligue de hockey de l'Ouest de 2011. Il est sélectionné au 169e rang au total dans la sixième ronde du repêchage d'entrée dans la LNH 2014 par le Wild du Minnesota. Il rejoint leur camp de développement mais ne signe aucun contrat avec eux, devenant ainsi un joueur autonome sans compensation. Il retourne à Lethbridge mais n'y joue qu'une partie avant d'être envoyé aux Wheat Kings de Brandon le 30 septembre 2014, ayant demandé un échange durant l'été. En 2016, les Wheat Kings remporte la Coupe Ed Chynoweth et deviennent les 50e champions de la LHOu, accédant à la Coupe Memorial.
Le 6 mars 2017, Duke signe un contrat d'entrée de 3 ans avec les nouvellement fondée Golden Knights de Vegas dans la Ligue nationale de hockey, prévus de jouer dès la saison 2017-2018. Il devient ainsi le premier joueur signé de l'histoire de cette franchise. Le 7 avril la même année, les Golden Knights annonce que Duke, pour qui sa saison avec les Wheat Kings venait de se terminer, rejoindrait le club-école des Blues de Saint-Louis, les Wolves de Chicago, en vertu d'un accord d'essai professionnel. L'équipe de la Ligue américaine de hockey avait alors déjà sécurisé leur place en séries éliminatoires, et selon le directeur général de Vegas George McPhee, l'entente permettrait à Duke de jouer plus de matchs et de s'améliorer.

## Statistiques
| Saison    | Équipe                       | Ligue          |    | Saison régulière | Saison régulière | Saison régulière | Saison régulière | Saison régulière | Saison régulière |   | Séries éliminatoires | Séries éliminatoires | Séries éliminatoires | Séries éliminatoires | Séries éliminatoires | Séries éliminatoires |
| Saison    | Équipe                       | Ligue          | PJ | B                | A                | Pts              | Pun              | +/-              | PJ               | B | A                    | Pts                  | Pun                  | +/-                  |                      |                      |
| 2009-2010 | Royals de Calgary Bantam AAA | AMBHL          | 33 | 10               | 13               | 23               | 50               | -                | -                | - | -                    | -                    | -                    | -                    |                      |                      |
| 2010-2011 | Royals de Calgary Bantam AAA | AMBHL          | 30 | 28               | 36               | 64               | 79               | -                | -                | - | -                    | -                    | -                    | -                    |                      |                      |
| 2010-2011 | CRAA Gold Minor Midget       | AMMHL          | 6  | 5                | 4                | 9                | 4                | -                | -                | - | -                    | -                    | -                    | -                    |                      |                      |
| 2011-2012 | Royals de Calgary Midget AAA | AMHL           | 29 | 13               | 16               | 29               | 24               | -                | 2                | 0 | 0                    | 0                    | 0                    | -                    |                      |                      |
| 2011-2012 | Hurricanes de Lethbridge     | LHOu           | 12 | 2                | 4                | 6                | 8                | 1                | -                | - | -                    | -                    | -                    | -                    |                      |                      |
| 2012-2013 | Hurricanes de Lethbridge     | LHOu           | 57 | 8                | 16               | 24               | 30               | 8                | -                | - | -                    | -                    | -                    | -                    |                      |                      |
| 2013-2014 | Hurricanes de Lethbridge     | LHOu           | 62 | 15               | 25               | 40               | 91               | -47              | -                | - | -                    | -                    | -                    | -                    |                      |                      |
| 2014-2015 | Hurricanes de Lethbridge     | LHOu           | 1  | 0                | 0                | 0                | 0                | -3               | -                | - | -                    | -                    | -                    | -                    |                      |                      |
| 2014-2015 | Wheat Kings de Brandon       | LHOu           | 52 | 20               | 31               | 51               | 66               | 22               | 6                | 0 | 1                    | 1                    | 4                    | -3                   |                      |                      |
| 2015-2016 | Wheat Kings de Brandon       | LHOu           | 68 | 33               | 29               | 62               | 53               | 18               | 21               | 8 | 16                   | 24                   | 24                   | 10                   |                      |                      |
| 2016-2017 | Wheat Kings de Brandon       | LHOu           | 59 | 37               | 34               | 71               | 81               | 9                | 4                | 3 | 0                    | 3                    | 8                    | -7                   |                      |                      |
| 2017-2018 | Wolves de Chicago            | LAH            | 14 | 0                | 0                | 0                | 4                | -6               | 2                | 0 | 0                    | 0                    | 0                    | 0                    |                      |                      |
| 2018-2019 | Wolves de Chicago            | LAH            | 44 | 7                | 9                | 16               | 33               | -10              | -                | - | -                    | -                    | -                    | -                    |                      |                      |
| 2019-2020 | Wolves de Chicago            | LAH            | 39 | 8                | 7                | 15               | 56               | -10              | -                | - | -                    | -                    | -                    | -                    |                      |                      |
| 2020-2021 | Silver Knights de Henderson  | LAH            | 17 | 4                | 4                | 8                | 13               | -1               | 4                | 0 | 0                    | 0                    | 6                    | 0                    |                      |                      |
| 2021-2022 | Silver Knights de Henderson  | LAH            | 45 | 6                | 4                | 10               | 39               | 0                | -                | - | -                    | -                    | -                    | -                    |                      |                      |
| 2022-2023 | HK Nitra                     | Extraliga Slo. | 16 | 2                | 3                | 5                | 37               | -8               | -                | - | -                    | -                    | -                    | -                    |                      |                      |
| 2022-2023 | HC Slovan Bratislava         | Extraliga Slo. | 14 | 0                | 4                | 4                | 16               | -5               | 5                | 0 | 0                    | 0                    | 25                   | 2                    |                      |                      |

## Récompenses
- 2016 : Coupe Ed Chynoweth avec les Wheat Kings